# Tveite Station
Tveite Station (Tveite stoppested) var en jernbanestation på Lillesand–Flaksvandbanen, der lå i bygden Tveide i Birkenes kommune i Norge.
Stationen åbnede som holdeplads, da banen blev taget i brug 4. juni 1896. Oprindeligt hed den Tveide, men den skiftede navn til Tveite i 1907. Banen var primært beregnet til transport af tømmer, men der var også en beskeden trafik med andet gods og med passagerer. Persontrafikken overgik efterhånden til busser fra 1928, og fra 1942 kørte godstogene kun efter behov. Banen blev nedlagt 1. juli 1953.
Stationsbygningen blev opført til åbningen i 1896. Bygningen rummede postkontor, billetsalg og ventesal. Stationen havde desuden to sidespor. Det ene var til en grusgrav syd for stationsområdet. Det andet var til læsning af tømmer og brænde og lå ved det sted, hvor Myhre torvstrøfabrikk opbevarede sine produkter. Den første stationsmester var Alfred Carlsen. Stationsbygningen eksisterer stadig.
Ved den gamle stationsbygning står de fire Skilssteinane. Det vides ikke hvorfor eller hvornår de ca. 1,40 m høje sten er rejst der, men ifølge gamle sagn markerede de grænsen mellem småkongerne i Eikeland og Håbesland.